# Campeonato Paulista Série A2
Il Campeonato Paulista Série A2 è il secondo livello nella gerarchia dei Campionato Paulista, il campionato di calcio dello Stato di San Paolo, in Brasile.
Vi partecipano 16 squadre. Le prime otto classificate disputano i play-off per la promozione e le due finaliste sono promosse in Série A1, mentre le ultime due retrocedono direttamente in Série A3.
Noto come Segunda Divisão, mantenne tale nome fino al 1994.

## Stagione 2025
- Capivariano (Capivari)
- Ferroviária (Araraquara)
- Grêmio Prudente (Presidente Prudente)
- Ituano (Itu)
- Juventus-SP (San Paolo)
- Linense (Lins)
- Oeste (Barueri)
- Portuguesa Santista (Santos)
- Primavera (Indaiatuba)
- Rio Claro (Rio Claro)
- Santo André (Santo André)
- São Bento (Sorocaba)
- São José (São José dos Campos)
- Taubaté (Taubaté)
- Votuporanguense (Votuporanga)
- XV de Piracicaba (Piracicaba)

## Albo d'oro

### Era amatoriale
- 1917 - Minas Gerais Futebol Clube (San Paolo) (*)
- 1918 - União Fluminense Futebol Clube (San Paolo)
- 1919 - União Fluminense Futebol Clube (San Paolo)
- 1920 - Esporte Clube Sírio (San Paolo)  (*)
- 1921 - Clube Athletico Audax (San Paolo)
- 1922 - Associação Graphica de Desportes (San Paolo)
- 1923 - Clube Atlético Independência (San Paolo)
- 1924 - Clube Athletico Audax (San Paolo) (*)
- 1925 - Clube Atlético Sílex (San Paolo)  (*)
- 1926 - Primeiro de Maio Futebol Clube (Santo André) - APEA (*)
- 1926 - Clube Atlético Sant'Anna (San Paolo)  - LAF (*)
- 1927 - Voluntários da Pátria Football Club (San Paolo)  - APEA
- 1927 - União Lapa Futebol Clube (San Paolo)  - LAF (*)
- 1928 - Clube Atlético Sílex (San Paolo)  - APEA (*)
- 1928 - União Fluminense Futebol Clube (San Paolo)  - LAF
- 1929 - Cotonifício Rodolfo Crespi Futebol Clube (1) (San Paolo) (*)
- 1930 - Associação Athlética Estrela de Ouro (San Paolo)
- 1931 - Associação Atlética São Paulo Alpargatas (San Paolo)
- 1932 - Clube Atlético Albion (2) (San Paolo)
- 1933 - Sport Club Humberto I (San Paolo)
- 1934 - São Caetano Esporte Clube (São Caetano do Sul)
- 1935 - Luzitano Futebol Clube (San Paolo)
- 1936 - non disputato
- 1937 - non disputato
- 1938 - Associação Atlética Tramway Cantareira (San Paolo)
- 1939 - Associação Atlética Ordem e Progresso (San Paolo)
- 1940 - São Caetano Esporte Clube (São Caetano do Sul)
- 1946 - Bauru Atlético Clube (Bauru)

(*) I club che hanno partecipato alla massima divisione paulista dell'anno successivo.

(1) Il Cotonifício Rodolfo Crespi è l'attuale Clube Atlético Juventus.

(2) L'Associação Atlética São Paulo Alpargatas cambiò denominazione in Clube Atlético Albion.

### Era professionistica

#### Segunda Divisão
- 1947 - XV de Piracicaba (Piracicaba)
- 1948 - XV de Piracicaba (Piracicaba)
- 1949 - Guarani (Campinas)
- 1950 - Radium (Mococa)
- 1951 - XV de Jaú (Jaú)
- 1952 - Linense (Lins)
- 1953 - Noroeste (Bauru)
- 1954 - Taubaté (Taubaté)
- 1955 - Ferroviária (Araraquara)
- 1956 - Botafogo (Ribeirão Preto)
- 1957 - América (São José do Rio Preto)
- 1958 - Comercial (Ribeirão Preto)
- 1959 - EC Corinthians (Presidente Prudente)

#### Primeira Divisão
- 1960 - Esportiva (Guaratinguetá)
- 1961 - Prudentina (Presidente Prudente)
- 1962 - São Bento (Sorocaba)
- 1963 - América (São José do Rio Preto)
- 1964 - Portuguesa Santista (Santos)
- 1965 - Bragantino (Bragança Paulista)
- 1966 - Ferroviária (Araraquara)
- 1967 - XV de Piracicaba (Piracicaba)
- 1968 - Paulista (Jundiaí)
- 1969 - Ponte Preta (Campinas)
- 1970 - Noroeste (Bauru)
- 1971 - Marília (Marília)
- 1972 - São José (São José dos Campos)
- 1973 - Araçatuba (Araçatuba)
- 1974 - Catanduvense (Catanduva)
- 1975 - Santo André (Santo André)
- 1976 - XV de Jaú (Jaú)

#### Divisão Intermediária
- 1977 - Francana (Franca)
- 1978 - Inter de Limeira (Limeira)
- 1979 - Taubaté (Taubaté)

#### Segunda Divisão
- 1980 - São José (São José dos Campos)
- 1981 - Santo André (Santo André)
- 1982 - Taquaritinga (Taquaritinga)
- 1983 - XV de Piracicaba (Piracicaba)
- 1984 - Noroeste (Bauru)
- 1985 - Mogi Mirim (Mogi Mirim)
- 1986 - Bandeirante (Birigui)

#### Divisão Especial
- 1987 - União São João (Araras)
- 1988 - Bragantino (Bragança Paulista)
- 1989 - Ituano (Itu)
- 1990 - Olímpia (Olímpia)

#### Divisão Intermediária
- 1991 - Araçatuba (Araçatuba)
- 1992 - Taquaritinga (Taquaritinga)
- 1993 - Paraguaçuense (Paraguaçu Paulista)

#### Série A2
- 1994 - Araçatuba (Araçatuba)
- 1995 - XV de Jaú (Jaú)
- 1996 - Inter de Limeira (Limeira)
- 1997 - Matonense (Matão)
- 1998 - União Barbarense (Santa Bárbara d'Oeste)
- 1999 - América (São José do Rio Preto)
- 2000 - Botafogo  (Ribeirão Preto) e São Caetano (São Caetano do Sul)
- 2001 - Etti Jundiaí (Jundiaí)
- 2002 - Marília (Marília)
- 2003 - Oeste (Itápolis)
- 2004 - Inter de Limeira (Limeira)
- 2005 - Juventus (San Paolo)
- 2006 - Grêmio Barueri (Barueri)
- 2007 - Portuguesa (San Paolo)
- 2008 - Santo André (Santo André)
- 2009 - Monte Azul (Monte Azul Paulista)
- 2010 - Linense (Lins)
- 2011 - XV de Piracicaba (Piracicaba)
- 2012 - São Bernardo (São Bernardo do Campo)
- 2013 - Portuguesa (San Paolo)
- 2014 - Capivariano (Capivari)
- 2015 - Ferroviária (Araraquara)
- 2016 - Santo André (Santo André)
- 2017 - São Caetano (São Caetano do Sul)
- 2018 - Guarani (Campinas)
- 2019 - Santo André (Santo André)
- 2020 - São Caetano (São Caetano do Sul)
- 2021 - São Bernardo (São Bernardo do Campo)
- 2022 - Portuguesa (San Paolo)
- 2023 - Ponte Preta (Campinas)
- 2024 - Velo Clube (Rio Claro)
- 2025 - Capivariano (Capivari)

Il Grêmio Esportivo Catanduvense non ha nessun collegamento con l'attuale Grêmio Catanduvense de Futebol.